# Teoria de la llengua del Sol
La teoria de la llengua del Sol (en turc: Güneş Dil Teorisi) va ser una hipòtesi pseudolingüística i pseudocientífica desenvolupada a Turquia als anys 30 que proposava que totes les llengües humanes eren descendents d'una llengua primitiva prototurca. La teoria proposava que els turcs eren la raça progenitora de totes les latres, cosa que va fer que aquesta hipòtesi tingués una gran accepatció entre grups ultranacionalistes turcs, que la van utilitzar per justificar la seva ideologia nacionalista.
La teoria proposa que aquesta llengua primitiva tenia una gran semblança fonèmica amb el turc modern i, per això, totes les altres llengües del món tenen arrels turques. Segons la teoria, aquest llenguatge primordial es va originar entre de l'Àsia Central, i que va ser creada pels seus parlants com un mitjà per saludar l'omnipotencia del sol i les seves qualitats vivificadores, d'aquí el nom.

## Orígens
Les influències d'aquesta teoria inclouen:
- Les idees de l'historiador francès Hilaire de Barenton, expressades a "L'Origine des Langues, des Religions et des Peuples" ("L'origen de les llengües, les religions i els pobles"), que totes les llengües provenien dels jeroglífics i els cuneiformes utilitzats pels sumeris.[7][8][9] Lingüistes turcs atribuïen un origen túrquic als sumeris i, per tant, l'origen de la llengua era el turc.[8]

- Un article del lingüista austríac Hermann F. Kvergić de Viena titulat "La psychologie de quelques éléments des langues Turques" ("La psicologia d'alguns elements de les llengües turques "). També va realitzar algunes investigacions sobre la teoria amb el suport de l'ambaixada turca a Viena.[10]

Durant deu mesos a finals de 1935 i principis de 1936, els lingüistes turcs de la Societat de la Llengua Turca van desenvolupar la Teoria de la Llengua del Sol que es va presentar com la font de totes les llengües al Tercer Congrés de la Llengua Turca.

## Història
La teoria comptava amb l'aprovació del primer president de la República de Turquia, Mustafa Kemal Atatürk, que no només va donar suport oficial a la teoria i suport material sinó que també va ser un important contribuent al seu desenvolupament. Va rebre el suport formal del govern turc durant el Tercer Congrés de la Llengua Turca el 1936. Durant el mateix congrés la gran majoria dels estudiosos internacionals no turcs, inclòs Friedrich Giese es va oposar a la teoria. Un dels pocs lingüistes no turcs que va donar suport a la teoria va ser Kvergić.

### Influència a Turquia
Com que la teoria afirmava que totes les paraules s'havien originat del turc, ja no es va considerar necessari reemplaçar tots els manlleus lingüístics estrangers que tenia la llengua turca, un procés que s'havia iniciat abans. Inicialment, la teoria només s'ensenyava als departaments de turcologia de les universitats turques, però per ordre de Mustafa Kemal Atatürk, s'havia d'ensenyar a tots els departaments com a assignatura obligatòria. La Teoria de la Llengua del Sol va perdre el seu paper destacat poc després de la mort de Mustafa Kemal el novembre de 1938 i ni tan sols es va mencionar en el següent Congrés de la Llengua Turca el 1942.
A la dècada de 1990, alguns autors van fer definicions i comentaris sobre els principis fundacionals de la República de Turquia, les seves accions en els seus primers anys i els Principis d'Atatürk, com la ideologia oficial de l'estat i la negació de l'ètnia, citant els estudis de la Teoria de la Llengua Solar. Amb aquest propòsit, es va escriure que es van fabricar rumors irracionals sobre la Teoria de la Llengua Solar i la Tesi d'Història de Turquia recolzada per Atatürk i que es volia que Atatürk es mostrés com "una persona que creu en tonteries". S'argumenta que es tracta de publicacions fetes sota la influència de l'onada postmodernista, amb l'objectiu de criticar les revolucions d'Atatürk i els seus efectes.

## Principis
Tal com es descriu en un article del New York Times de 1936 sobre el currículum de la recentment inaugurada Escola de Llengua, Història i Geografia de la Universitat d'Ankara, la teoria
Afirma que [en la mesura que] els sumeris, essent turcs, es van originar a l'Àsia central, totes les llengües també s'han originat allà i van ser usades per primera vegada pels turcs. La primera llengua, de fet, va néixer d'aquesta manera: l'home prehistòric, és a dir, els turcs en l'etapa més primitiva, va quedar tan impactat pels efectes del sol sobre la vida que en va convertir en una divinitat d'on va sorgir tot el bé i el mal. . D'allí va arribar a ell la llum, la foscor, la calidesa i el foc, amb ell s'associaven totes les idees de temps: alçada, distància, moviment, mida, i donen expressió als seus sentiments. El sol va ser, doncs, el primer que es va donar un nom. Era "ag" (pronunciat agh), i d'aquesta síl·laba es deriven totes les paraules que s'utilitzen avui dia. Aquesta és, breument, la teoria sobre la "llengua del sol", i amb la nova concepció de la història turca s'ensenyarà a la nova escola d'Angora.
Basada en una visió heliocèntrica de l'origen de la civilització i les llengües humanes, la teoria afirmava que la llengua turca era la llengua de la qual derivaven totes les llengües civilitzades. Segons la teoria, les primeres persones que van parlar van ser la raça superior dels turcs braquicèfals alpins, que es van estendre per tota la terra arran d'una catàstrofe climàtica, proporcionant per tant a la gent de totes les civilitzacions els beneficis de la llengua.
Algunes de les paraules proveïdes de falses etimologies turques a través de la pràctica del goropisme eren Déu, atribuït al turc kut; Butlletí del turc bülten, belleten; o Elèctric de l'uigur yaltrık (brillant). Però també paraules estrangeres com el francès wattman, en francès provinents de watt i man, van ser afirmades que eren d'origen turc per un erudit turc. Altres exemples destacats són figures mitològiques gregues com Afrodita que segons la teoria seria la deessa Avrat, o Artemisa que en realitat seria Tertemiz. Segons el lingüista Ghil'ad Zuckermann, "és possible que Atatürk adoptés la Teoria de la Llengua del Sol per tal de legitimar les paraules àrabs i perses que les autoritats de la llengua turca no van aconseguir eliminar. Aquest moviment va compensar la manca de proporcionar un neologisme per a cada estrangerisme/préstec".